# DW Возничего
DW Возничего (лат. DW Aurigae) — одиночная переменная звезда в созвездии Возничего на расстоянии приблизительно 506 световых лет (около 155 парсеков) от Солнца. Видимая звёздная величина звезды — от +15,4m до +14,3m.

## Характеристики
DW Возничего — оранжевый карлик, пульсирующая медленная неправильная переменная звезда (LB) спектрального класса K. Радиус — около 0,8 солнечного, светимость — около 0,189 солнечной. Эффективная температура — около 4258 К.